# Das Marschorchester
Das Marschorchester ist ein Jazzalbum von Sven-Åke Johansson. Die am 7. und 8. November 2013 live im Veranstaltungsort Ausland in Berlin entstandenen Aufnahmen erschienen am 14. März 2017 auf dem Label Ni-Vu-Ni-Connu.

## Hintergrund
Der Schlagzeuger Sven-Åke Johansson stellte für dieses Album eine vierzehnköpfige Band zusammen, um klassische Märsche zu covern, und das ohne einen Hauch von Ironie, merkt Marc Corroto an. In den Orchester spielten die Holzbläser Erik Drescher, Theo Nabicht, Florian Bergmann, die Trompeter Liz Allbee, Richard Koch, Christian Magnusson sowie Hilary Jeffery (Posaune), Martin Klingeberg (Baritonhorn), Alistair Duncan (Basstrompete) und Pauline Boeykens (Tuba), weiterhin Hannes Lingens an der Basstrommel und Sven-Åke Johansson an der Rührtrommel sowie als Gastsolisten Rüdiger Carl (Klarinette) und Alexander von Schlippenbach (Trompete). Sie spielten aus dem Repertoire der Marschmusik Stücke wie „The Washington Post March“ und „Hands Across the Sea“, beide von John Philip Sousa, den „Florentiner Marsch“ und „Einzug der Gladiatoren“ von Julius Fučík und außerdem das Volkslied „Ein Jäger aus Kurpfalz“.

„Mit seiner Rhythmisierung zielt das Marschorchester auf ungeahnte, verborgene kollektive Unterhaltungswünsche. An zwei Tagen im November 2013 eröffnet es eine verloren geglaubte Erlebniswelt.“

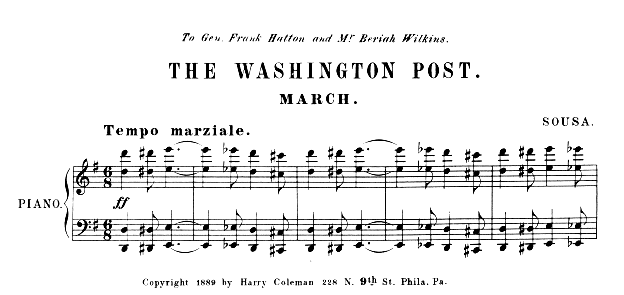
The Washington Post (march) Sheet music, 1889

Das Album erschien auch als Teil von Sven-Åke Johanssons neun LPs umfassenden Boxsets Blue for a Moment.

## Titelliste
- Sven-Åke Johansson – Das Marschorchester (Ni-Vu-Ni-Connu nvnc-lp008/009)[4]

1. Finnländischer Reitermarsch 4:26
2. Der Jäger aus Kurpfalz 4:37
3. Washington Post March	(John Philip Sousa) 4:19
4. Thunder and Blazes (Julius Fučík) 3:35
5. Easter Monday on the White House Lawn (John Philip Sousa) 4:55
6. Venezia March (Gaetano Fabiani) 6:17
7. The Corcoran Cadets March (John Philip Sousa) 4:36
8. The High School Cadets (John Philip Sousa) 4:53
9. The Gladiator March (John Philip Sousa) 4:33
10. Treue Knappen 4:57
11. Hands Across the Sea (John Philip Sousa) 4:15
12. Florentiner March 8:02

## Rezeption

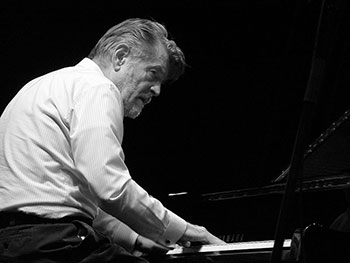
Alexander von Schlippenbach (2014)

Nach Ansicht von Mark Corroto, der das Album in All About Jazz rezensierte, würde das Hören dieser zwölf Klassiker den Wunsch aufkommen lassen, militärisch mit gleichmäßigem Schritt zu marschieren, wenn auch ohne die militärischen Implikationen. Abgesehen vom offensichtlichen Schmunzeln stecke hierin die Geschichte des Jazz; Musiker aus New Orleans hätten vor über 125 Jahren aus diesen Märschen den „Jass“ entwickelt. Johansson würde diesen Märschen das Zittern und jede Menge Schauder verleihen. So komme er der Philosophie seiner Mitstreiter Han Bennink und des ICP Orchestra wohl am nächsten. Diese Musik sei fröhlich und triumphierend in der naiven Art, wie Märsche gedacht waren. Johansson und seine Besetzung – Rüdiger Carl an der Klarinette und Alexander von Schlippenbach, der sein Klavier gegen die Trompete tauscht – ließen an den Rändern ein paar gefühlsduselig-zwinkernde Töne erklingen, um die Hörer wissen zu lassen, dass sie „ihre Schwerter zu Pflugscharen und ihre Speere zu Rebmessern umschmieden“ sollten.